# اردوگاه پناهندگان خان یونس
اردوگاه پناهندگان خان یونس (به عربی: مخیم خان یونس)؛ (انگلیسی: Khan Yunis Camp) یک منطقهٔ مسکونی در فلسطین است، که در خان یونس واقع در غرب شهر خان یونس و ۲ کیلومتری شرق ساحل مدیترانه که در نوار غزه جنوبی قرار دارد. اردوگاه پناهندگان خان یونس ۳۷٬۷۰۵ نفر جمعیت دارد.

## آمار جمعیت
در حالی که آژانس امداد و اقدام سازمان ملل متحد برای آوارگان فلسطینی در خاور نزدیک UNRWA اعلام کرده‌است در سال ۲۰۱۰ که حدود ۷۲۰۰۰ پناهنده فلسطینی در اردوگاه زندگی می‌کنند، اداره مرکزی آمار فلسطین در سرشماری سال ۲۰۰۷ آمار جمعیت خان یونس را ۳۷۷۰۵ نفر ثبت کرده‌است.

## تاریخچه
اردوگاه خان یونس پس از جنگ شش روزه ۱۹۴۸-اعراب- اسرائیل احداث شد و حدود ۳۵٫۰۰۰ پناهنده فلسطینی در آن اسکان داده شدند. در ۳ نوامبر ۱۹۵۶، اردوگاه و شهر خان یونس توسط نیروهای ارتش اسرائیل اشغال شد و در عملیات تهاجمی که صورت گرفت حدود ۲۷۵ نفر کشته شدند که ۱۴۰ پناهنده از اردوگاه را در بر می‌گرفت. ساکنان اردوگاه تصریح کردند که بیشتر تلفات پس از پایان جنگ‌ها رخ داد و آن هنگامی بود که ارتش به خانه‌هایی که مظنون به حضور شورشیان مسلح می‌دید تهاجم کرد. با این حال، مقامات اسرائیلی اعلام کردند که تلفات ناشی از مقاومت ساکنان اردوگاه بوده‌است.

## وضعیت کنونی
طبق گزارش آژانس امداد و اقدام سازمان ملل متحد برای آوارگان فلسطینی در خاور نزدیک UNRWA، بسیاری از ساکنان این اردوگاه‌ها به دلیل عملیات توسط ارتش اسرائیل، خانه‌های خود را از دست دادند. UNRWA در اوائل دهه ۲۰۰۰ تلاش‌های بازسازی را آغاز کرد اما به دلیل تصرف این منطقه توسط حماس و محاصره اسرائیل در نوار غزه عمدتاً این پروژه متوقف شده‌است. UNRWA می‌گوید که حداقل ۱۰٬۰۰۰ خانه باید ساخته شوند.